# Carlo Zuccari
Pour les articles homonymes, voir Zuccari.
Carlo Zuccari (né le 10 novembre 1704 à Casalmaggiore, dans l'actuelle province de Crémone et mort le 3 mai 1792  dans la même ville) est un compositeur et altiste italien.

## Biographie
Un prêtre, Gaetano Guadagni, décèle en Carlo Zuccari une prédisposition pour le violon et lui permet d'aller étudier à Parme, à Guastalla et à Bologne. C'est néanmoins à Crémone que le violoniste et compositeur Gasparo Visconti (1683-1731) lui permet de réaliser de nets progrès dans son art. 
Maître de chapelle en 1723, il déménage bientôt à Vienne, en compagnie de son frère où il brille à la cour des Habsbourg. On le retrouve ensuite à Olmuz, en Moravie, en tant que maître de chapelle pendant 4 ans. 
Après diverses étapes dans des villes allemandes, Zuccari revient à Crémone et y rencontre Francesca Radaelli, une chanteuse de la noblesse milanaise qu'il épouse en 1733. Sa belle-famille l’accueille à Milan mais il repart pour Paris cette fois et, un an plus tard, à Londres. 
Devenu une célébrité en Europe sous le nom de "Zuccherino", Madrid le demande mais sa belle-famille s'oppose à cette frénésie de voyages et le couple revient à Milan en 1736. Il s'y fixe et en 1748 devient directeur de l'Académie Philharmonique de Milan et membre de l'Orchestre Ducal. Zuccari fréquente l'intelligentsia milanaise mais repart pour Londres de 1760 à 1765 comme membre de l'Orchestre de l'Opéra Italien. 
Ce séjour londonien est l'occasion de produire une méthode pour le violon. Il revient à Milan et y croise Luigi Boccherini lors d'un concert à Pavie en l'honneur de l'Archiduc Léopold d'Autriche. En 1778, le couple et ses 5 enfants retournent à Casalmaggiore, Zuccari prend sa retraite. Au cours des 14 années qui le séparent de la mort, il continue à enseigner et étudier l'harmonie et l’acoustique, pensant que la perfection musicale devait être le résultat de principes physique et mathématiques.

## Œuvres
Peu de choses qui nous soient parvenues ; une sonate pour violon et clavecin, une sonate pour 2 violons, 4 concertos pour violons, une sonate pour flûte et des sonates pour violoncelle. Une de ces compositions, la sonate en la mineur, pour alto solo et basse, BWV Anh. 184 a d'ailleurs été attribuée par erreur à Jean-Sébastien Bach.
Enfin, sa musique vocale, attestée, est à découvrir.

## Sources
- (en) Biographie sur Bach-cantatas.com